# Spondias bipinnata
Spondias bipinnata är en sumakväxtart som beskrevs av Airy Shaw & Forman. Spondias bipinnata ingår i släktet Spondias och familjen sumakväxter. Inga underarter finns listade i Catalogue of Life.